# Black Country, New Road
Black Country, New Road ist eine britische Rockband, die 2018 in London gegründet wurde. Sie besteht aus Tyler Hyde (Bass), Lewis Ewans (Saxophon), Georgia Ellery (Geige), May Kershaw (Keyboard), Charlie Wayne (Schlagzeug) und Luke Mark (Gitarre). Ihr Debütalbum For the First Time wurde am 5. Februar 2021 auf Ninja Tune Records veröffentlicht.

## Geschichte

### Gründung undFor the First Time(2018 bis 2021)
Wood, Hyde, Evans, Ellery, Kershaw und Wayne, zusammen mit Connor Browne und Jonny Pyke waren ursprünglich Teil der Band Nervous Conditions, die sich 2017 gegründet hatte. Nach einem Album und mehreren Vorwürfen sexuellen Missbrauchs gegen Browne, löste die Band sich ein Jahr später auf. Die restlichen Mitglieder, mit der Ausnahme von Pyke und Browne, gründeten daraufhin Black Country, New Road. Ihren Namen erhielt die Band durch den Zufallsgenerator von Wikipedia.
Nach einigen Auftritten in Londoner Untergrund-Clubs, vor allem dem Club The Windmill im Stadtteil Brixton, veröffentlichten sie am 18. Januar 2019 ihre erste Single Athen's, France. Sie erschien auf dem Independent-Label Speedy Wunderground des englischen Producers Dan Carey, der auch viele andere Bands der Szene produzierte, wie etwa die befreundeten Bands Black Midi und Squid. Am 25. Juli 2019 veröffentlichte die Band ihre zweite Single Sunglasses, welche internationale Aufmerksamkeit erregte und in vielen Musikpublikationen besprochen wurde. Des Weiteren erhielt die Band, jetzt zu siebt, mit Luke Mark einen neuen Gitarristen.
Black Country, New Roads Debütalbum For the First Time wurde am 28. Oktober 2020 mit der Single Science Fair angekündigt und schließlich am 5. Februar 2021 auf Ninja Tune Records veröffentlicht. Das Album erhielt großteils positive Kritiken. So bezeichnet Kitty Empire vom Guardian das Album als eines der besten des Jahres. Ryan Leas von Stereogum, welcher es als das beste Album der Woche gelistet hat, lobt vor allem die Produktion und Isaac Woods Storytelling. Christopher Hunold vom Musikexpress listet das Album als das beste der Woche und lobt vor allem die in Spoken-Word-Form vorgetragenen Texte Woods. So legt er „als einer der momentan spannendsten Texter Middle-Class-Depression, Popkultur-Arroganz und Gen-Z-Dekonstruktion in sein leidendes Sprechsingen“. In einer der wenigen negativen Rezensionen wird das Album von Roisin O’Connor vom The Independent jedoch als „langweilig und vorhersehbar“ bezeichnet. Oft wurde das Album auch mit dem Klang der US-amerikanischen Post-Rock-Band Slint verglichen.

### Ants From Up Thereund der Ausstieg von Isaac Wood (2021 bis 2022)
Nach der Veröffentlichung von For the First Time begann die Band im Sommer 2021 mit den Aufnahmen ihres zweiten Studioalbums. Dafür zog sich die Band mit ihrem Live-Ingenieur Sergio Maschetzko in die Chale Abbey Studios auf der Isle of Wight zurück. Für ihr Debütalbum wurde die Band im September für den Mercury Prize nominiert, einem bedeutsamen Musikpreis für britische Newcomer-Bands, den die Band jedoch nicht gewinnen konnte. Die zweite Jahreshälfte des Jahres 2021 ging die Band auf Europa-Tournee, die jedoch in zwei öffentlichen Statements abgebrochen werden musste. Als Grund für die Abgabe gab die Band die Krankheit eines Bandmitglied als ursächlichen Grund an.
Schließlich kündigte die Band am 12. Oktober das zweite Studioalbum Ants From Up There an, was am 4. Februar 2022 veröffentlicht wurde. Als Vorgeschmack wurde zeitgleich das 3,5 Minuten lange Chaos Space Marine veröffentlicht. Es folgten drei weitere Singleauskopplungen: Bread Song am 2. November, Concorde am 30. November und schließlich Snow Globes am 19. Januar. Zeitgleich veröffentlichte die Band die Never Again EP als limitierte Vinylausgane, die vier Covers von MGMT, ABBA und Adele enthielt.
Knapp vier Tage vor dem offiziellen Release von Ants From Up There teilte die Band mit, dass Sänger und Gitarrist Isaac Wood die Band aus gesundheitlichen Gründen verlassen hat. Obwohl die anstehende Tour abgesagt werden müsse, wolle die Band als Sextett weiter Musik zusammen machen. Jedoch sollen die alten Songs aus Respekt vor Isaac von nun an nicht mehr gespielt werden.
Ants From Up There stellt in der Diskographie einen Wendepunkt dar: die experimentellen Ansätze des Debüts wurden mit Einflüssen aus Folk und Chamber Pop ergänzt. Das Album stieß auf äußerst positive Resonanz. Ian Cohen von Pitchfork beschrieb das Album als einen "slow burn", das einem triumphalen Finale entgegenstreckt. Obwohl sanfter und melodischer, sei die Band weiterhin so 'herausfordernd und herrlich verwirrend' wie immer. Die Zeitschrift Visions beschrieb das Album als "übervolles, forderndes Album", das Elemente von Post-Rock und orchestralen Arrangements vereint. Der NME lobt vor allem die Texte von Wood für dessen emotionale Tiefe und poetische Qualität und nennt das Album einen "zukünftigen Klassiker". 

## Stil
Die Band spielt eine Mischung aus experimenteller Rockmusik, Post-Punk und Post-Rock. Die Songs sind meist über fünf Minuten lang und verzichten dabei auf ein typisches Strophe-Refrain-Schema. Neben den oft erwähnten Einflüssen von Bands wie Slint, verarbeitet die Band auch Folk- und vor allem Klezmer-Einflüsse in ihrer Musik, vor allem auf Songs wie Instrumental und Opus.
Die Texte von Wood sind dabei meist autobiographisch und behandeln Eindrücke von vergangenen oder zukünftigen Erlebnissen, wie auf Athens, France oder Sunglasses. Letzterer Song handelt von der Angst Woods, zu einem ähnlichen Menschen wie der Vater seiner Freundin zu werden. Die Texte sind des Weiteren oft unterlegt mit Popkultur-Referenzen, entweder zu befreundeten Bands wie Black Midi auf Track X, oder zu bekannten Popstars wie Kanye West auf Sunglasses, Ariana Grande auf Athen's, France oder Billie Eilish auf Good Will Hunting. Letztere Songtitel verweisen auf den gleichnamigen Film von Gus Van Sant sowie auf Paris, Texas von Wim Wenders.
Black Country, New Road sind zusätzlich dafür bekannt, live zu improvisieren und ihre Songs fortlaufend zu verändern.

## Diskografie

### Studioalben
| Jahr | Titel              | Höchstplatzierung, Gesamtwochen, AuszeichnungChartplatzierungen (Jahr, Titel, Platzierungen, Wochen, Auszeichnungen, Anmerkungen) | Höchstplatzierung, Gesamtwochen, AuszeichnungChartplatzierungen (Jahr, Titel, Platzierungen, Wochen, Auszeichnungen, Anmerkungen) | Höchstplatzierung, Gesamtwochen, AuszeichnungChartplatzierungen (Jahr, Titel, Platzierungen, Wochen, Auszeichnungen, Anmerkungen) | Höchstplatzierung, Gesamtwochen, AuszeichnungChartplatzierungen (Jahr, Titel, Platzierungen, Wochen, Auszeichnungen, Anmerkungen) | Höchstplatzierung, Gesamtwochen, AuszeichnungChartplatzierungen (Jahr, Titel, Platzierungen, Wochen, Auszeichnungen, Anmerkungen) | Anmerkungen                           |
| Jahr | Titel              | DE | AT | CH | UK | US | Anmerkungen                           |
| ---- | ------------------ | --- | --- | --- | --- | --- | ------------------------------------- |
| 2021 | For the First Time | DE44 (1 Wo.)DE | AT60 (1 Wo.)AT | — | UK4 (1 Wo.)UK | — | Erstveröffentlichung: 5. Februar 2021 |
| 2022 | Ants from Up There | DE10 (2 Wo.)DE | AT29 (2 Wo.)AT | CH25 (1 Wo.)CH | UK3 (2 Wo.)UK | — | Erstveröffentlichung: 4. Februar 2022 |
| 2025 | Forever Howlong    | DE16 (1 Wo.)DE | AT32 (1 Wo.)AT | — | UK3 (… Wo.)UK | US135 (1 Wo.)US | Erstveröffentlichung: 4. April 2025   |

### Livealben
| Jahr | Titel             | Höchstplatzierung, Gesamtwochen, AuszeichnungChartplatzierungen (Jahr, Titel, Platzierungen, Wochen, Auszeichnungen, Anmerkungen) | Höchstplatzierung, Gesamtwochen, AuszeichnungChartplatzierungen (Jahr, Titel, Platzierungen, Wochen, Auszeichnungen, Anmerkungen) | Höchstplatzierung, Gesamtwochen, AuszeichnungChartplatzierungen (Jahr, Titel, Platzierungen, Wochen, Auszeichnungen, Anmerkungen) | Höchstplatzierung, Gesamtwochen, AuszeichnungChartplatzierungen (Jahr, Titel, Platzierungen, Wochen, Auszeichnungen, Anmerkungen) | Anmerkungen                            |
| Jahr | Titel             | DE | AT | CH | UK | Anmerkungen                            |
| ---- | ----------------- | --- | --- | --- | --- | -------------------------------------- |
| 2023 | Live at Bush Hall | — | — | — | UK92 (1 Wo.)UK | Erstveröffentlichung: 20. Februar 2023 |

### Singles
- 2019: Athen’s, France (Speedy Wunderground Year 4 (Kompilation); neu aufgenommene Version auf For the First Time)
- 2019: Sunglasses (neu aufgenommene Version auf For the First Time)
- 2020: Science Fair (For the First Time)
- 2021: Track X (For the First Time)
- 2021: Track X (The Guest)
- 2021: Chaos Space Marine (Ants From Up There)
- 2021: Bread Song (Ants From Up There)
- 2021: Concorde (Ants From Up There)
- 2022: Snow Globes (Ants From Up There)
- 2025: Besties (Forever Howlong)
- 2025: Happy Birthday (Forever Howlong)
- 2025: For the Cold Country (Forever Howlong)